# Arquidiocese de Ayacucho
A Arquidiocese de Ayacucho ou Huamanga (Archidiœcesis Ayacuquensis o Huamangensis) é uma circunscrição eclesiástica da Igreja Católica situada em Ayacucho, Peru. Seu atual arcebispo é Salvador Piñeiro García-Calderón. Sua Sé é a Catedral de Nossa Senhora das Neves de Ayacucho.
Possui 50 paróquias servidas por 48 padres, contando com 703.700 habitantes, com 85% da população jurisdicionada batizada (598.145 batizados).

## História
A diocese de Huamanga foi erigida em 20 de julho de 1609, recebendo seu território da diocese de Cusco (atualmente arquidiocese). Originalmente era sufragânea da Arquidiocese de Lima.
Em 1681 foi instituído o seminário diocesano.
Em 28 de maio de 1803, cedeu uma parte de seu território para o benefício da ereção da diocese de Maynas (hoje diocese de Chachapoyas).
Em 1825 a cidade de Huamanga passa a ser chamada de Ayacucho.
Em 5 de fevereiro de 1900 cedeu outra parte do território em benefício da ereção da prefeitura apostólica de Ucayali (depois suprimida).
Em 23 de maio de 1943 a diocese de Huamanga passou a fazer parte da província eclesiástica da arquidiocese de Cusco.
Em 18 de dezembro de 1944, em 21 de novembro de 1957 e em 28 de abril de 1958, ele cedeu outras partes do território para o benefício da ereção, respectivamente, da Diocese de Huancavelica, da Prelazia Territorial de Caravelí e da Diocese de Abancay.
Em 30 de junho de 1966 foi elevada ao posto de arquidiocese metropolitana com a bula Suprema ea usi do Papa Paulo VI e assumiu seu atual nome.

## Prelados
|                          | Nome                                             | Período     | Notas                                        |
| Arcebispos               | Arcebispos                                       | Arcebispos  | Arcebispos                                   |
| ------------------------ | ------------------------------------------------ | ----------- | -------------------------------------------- |
| 5º                       | Salvador Piñeiro García-Calderón                 | 2011-atual  |                                              |
| 4º                       | Luis Abilio Sebastiani Aguirre, S.M. †           | 2001 - 2011 |                                              |
| 3º                       | Juan Luis Cipriani Thorne                        | 1995- 1999  | Nomeado Arcebispo de Lima                    |
| 2º                       | Federico Richter Fernández-Prada, O.F.M. †       | 1979 - 1991 |                                              |
| 1º                       | Otoniel Alcedo Culquicóndor, S.D.B. †            | 1966 - 1979 |                                              |
| Arcebispo-coadjutor      |                                                  |             |                                              |
|                          | Federico Richter Fernandez-Prada, OFM            | 1975-1979   |                                              |
| Bispos-auxiliares        |                                                  |             |                                              |
|                          | Gabino Miranda Melgarejo                         | 2004-2013   |                                              |
|                          | Juan Luis Cipriani Thorne                        | 1988-1995   | Elevado a Arcebispo                          |
|                          | Elías Prado Tello                                | 1972-1985   |                                              |
| Bispos                   |                                                  |             |                                              |
| 36º                      | Otoniel Alcedo Culquicóndor, S.D.B. †            | 1958 - 1966 |                                              |
| 35º                      | Victor Álvarez Huapaya, S.D.B. †                 | 1940 - 1958 |                                              |
| 34º                      | Francisco Solano Muente y Campos, O.F.M. †       | 1936 - 1939 |                                              |
| 33º                      | Fidel Olivas Escudero †                          | 1900 - 1935 |                                              |
| 32º                      | Julian Cáceres Negrón †                          | 1893 - 1900 |                                              |
| 31º                      | Juan José de Polo †                              | 1875 - 1882 |                                              |
| 30º                      | José Francisco Ezequiel Moreyra †                | 1865 - 1874 |                                              |
| 29º                      | Santiago José O' Phelan †                        | 1841 - 1857 |                                              |
| 28º                      | Juan Rodríguez Raymúndez †                       | 1838        | (bispo eleito póstumo)                       |
| 27º                      | Pedro Gutiérrez de Cos †                         | 1818 - 1826 | Nomeado Arcebispo de San Juan de Puerto Rico |
| 26º                      | José Vicente Silva y Olave †                     | 1815 - 1816 |                                              |
| 25º                      | José Antonio Martínez de Aldunate †              | 1804 - 1810 |                                              |
| 24º                      | Francisco Matienzo Bravo de Rivero †             | 1796 - 1802 |                                              |
| 23º                      | Bartolomé Fabro Palacios †                       | 1791 - 1795 |                                              |
| 22º                      | Francisco López Sánchez †                        | 1781 - 1790 |                                              |
| 21º                      | Miguel Moreno y Ollo †                           | 1770 - 1780 |                                              |
| 20º                      | José Luis de Lila y Moreno, O.S.A. †             | 1764 - 1769 |                                              |
| 19º                      | Felipe Manrique de Lara †                        | 1750 - 1763 |                                              |
| 18º                      | Francisco Gutiérrez Galeano, O. de M. †          | 1745 - 1748 |                                              |
| 17º                      | Miguel Bernardino de la Fuenta y Rojas †         | 1741 - 1742 |                                              |
| 16º                      | Alfonso López Roldán, O.S.Bas. †                 | 1723 - 1741 |                                              |
| 15º                      | Francisco de Deza y Ulloa †                      | 1716 - 1722 |                                              |
| 14º                      | Diego Ladrón de Guevara †                        | 1699 - 1704 | Nomeado Bispo de Quito                       |
| 13º                      | Mateo Delgado †                                  | 1689 - 1695 |                                              |
| 12º                      | Francisco Luis de Bruna Rico †                   | 1688 - 1689 | (bispo eleito)                               |
| 11º                      | Sancho Pardo de Andrade de Figueroa y Cárdenas † | 1679 - 1688 | Nomeado Bispo de Quito                       |
| 10º                      | Antonio de San Pedro, O.Cist. †                  | 1677 - ?    | (bispo eleito)                               |
| 9º                       | Cristóbal de Castilla y Zamora †                 | 1668 - 1677 | Nomeado Arcebispo de Sucre                   |
| 8º                       | Vasco Jacinto de Contreras y Valverde †          | 1666 - 1667 |                                              |
| 7º                       | Cipriano de Medina, O.P. †                       | 1660 - 1664 |                                              |
| 6º                       | Francisco de Godoy †                             | 1650 - 1659 |                                              |
| 5º                       | Andrés García de Zurita †                        | 1649 - 1650 | Nomeado Arcebispo de Trujillo                |
| 4º                       | Antonio Conderina Vega, O.S.A. †                 | 1642 - 1649 |                                              |
| 3º                       | Gabriel de Zarate, O.P. †                        | 1637 - 1638 |                                              |
| 2º                       | Francisco Verdugo Cabrera †                      | 1622 - 1636 |                                              |
| 1º                       | Agustín de Carvajal, O.S.A. †                    | 1612 - 1621 |                                              |
| Bispo-coadjutor          |                                                  |             |                                              |
|                          | Andrés García de Zurita                          | 1648-1649   |                                              |
| Administrador Apostólico |                                                  |             |                                              |
|                          | José Antúnez de Mayolo Larragán, S.D.B.          | 1999 - 2001 |                                              |